# Luigi di Bigorre
Luigi (spagnolo Luis, francese Louis, catalano Lluís, e occitano Loís; prima metà del secolo X – 1000 circa) fu Conte di Bigorre dall'956 alla sua morte.

## Origine
Luigi, secondo l'Historique du Cartulaire de l'abbaye des bénédictins de Saint-Savin en Lavedan (945-1175), era figlio del Conte di Bigorre, Raimondo I e, come conferma LA VASCONIE. TABLES GÉNÉALOGIQUES, della moglie, Garsenda (Faquilena) d'Astarac, che, secondo il Codice di Roda, era figlia di Arnaldo conte d'Astarac; secondo LA VASCONIE. TABLES GÉNÉALOGIQUES, Garsenda e Faquilena, forse erano due persone diverse; la questione non è molto chiara, in quanto Raimondo avrebbe sposato due sorelle, oppure, la stessa persona era stata chiamata in due modi diversi, come chiarisce la nota del Codice di Roda.

Raimondo I di Bigorre, secondo LA VASCONIE. TABLES GÉNÉALOGIQUES, era il figlio del Conte di Bigorre, Donat III Llop e della moglie, Lupa di Navarra, come viene confermato anche dal Codice di Roda.

## Biografia
Tra il 955 ed il 956, suo padre, Raimondo I, ancora secondo LA VASCONIE. TABLES GÉNÉALOGIQUES, fece delle donazioni alla chiesa di Sainte-Marie d'Auch, e, sempre secondo LA VASCONIE. TABLES GÉNÉALOGIQUES, in quello stesso anno morì.
Come ci conferma l'Historique du Cartulaire de l'abbaye des bénédictins de Saint-Savin en Lavedan (945-1175), Luigi succedette al padre, Raimondo I, come Conte di Bigorre.
Di Luigi si hanno poche informazioni:

secondo LA VASCONIE. TABLES GÉNÉALOGIQUES, Luigi, per due cavalli vendette la giurisdizione sul villaggio di Souin, e, verso l'anno 1000, assistette alla fondazione del monastero di Saint- Orens (Abbaye Saint-Orens) di La Reule dfa parte di suo zio Odon-Dat, visconte di Montaner.

Sempre secondo LA VASCONIE. TABLES GÉNÉALOGIQUES, Luigi, mori poco tempo dopo senza discendenza.
A Luigi succedette il nipote, Garcia Arnaldo, il figlio di suo fratello, Arnaldo († prima del 1000), come conferma anche l'Historique du Cartulaire de l'abbaye des bénédictins de Saint-Savin en Lavedan (945-1175).

## Matrimonio e discendenza
Luigi, secondo LA VASCONIE. TABLES GÉNÉALOGIQUES, verso il 965, aveva preso in moglie Amerna di Lavedan, figlia del visconte di Lavedan, Aner-Mans che gli portò in dote Siuros e Beaucens. 

Luigi dalla moglie Amerna di Lavedan non ebbe figli.

### Fonti primarie
- (LA)  Textos del Codice de Roda.
- (LA)  Cartulaire de l'abbaye des bénédictins de Saint-Savin en Lavedan (945-1175).

### Letteratura storiografica
- (FR)  LA VASCONIE.